# 巴滕貝格女親王尤利婭

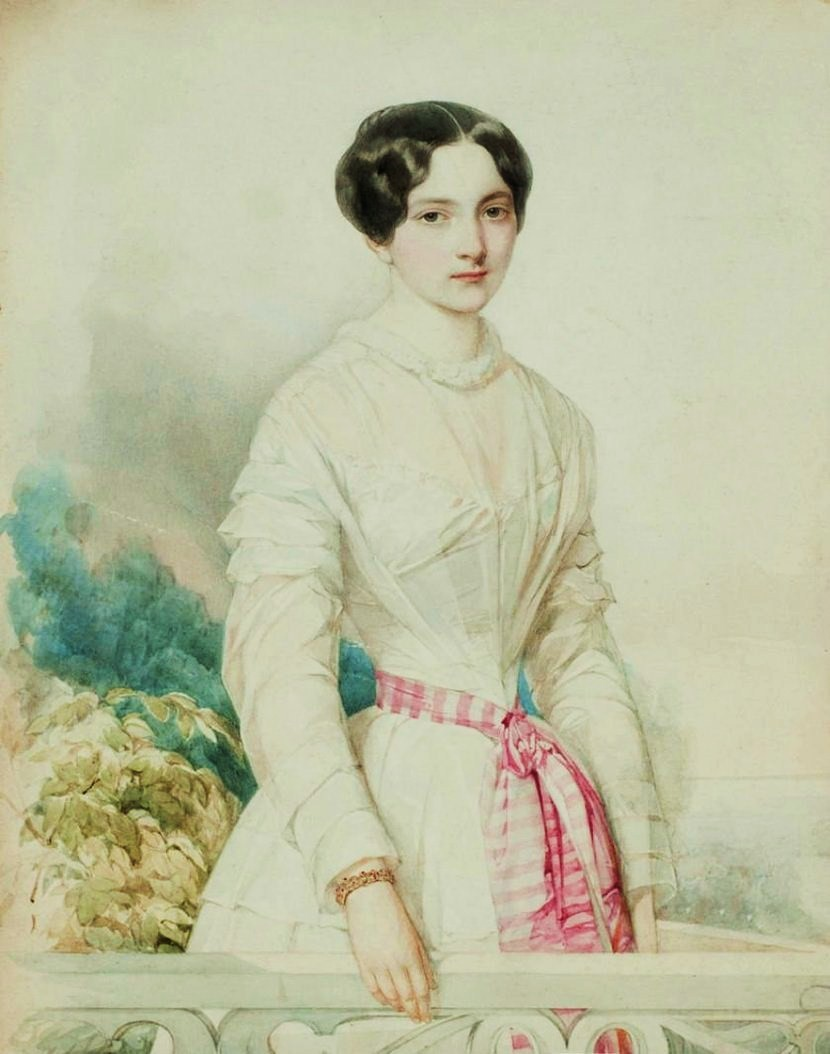
尤利娅·豪克

尤利娅·豪克（德語：Julia Hauke，1825年11月24日—1895年9月19日），巴滕貝格女親王，出生於波蘭華沙。
1851年，尤利娅和黑森的亞歷山大結婚。由於是貴庶通婚，兩人的子女沒有黑森大公國的繼承權。同年亞歷山大的哥哥路德維希三世給予尤利娅「巴滕貝格女親王」（Fürstin von Battenberg）的稱號，兩人的後代即為巴滕貝格家族。

## 子女
1. 瑪麗·卡羅琳（英语：Princess Marie of Battenberg）（1852年—1923年）
2. 路德維希（1854年—1921年）
3. 亞歷山大（1857年—1893年）
4. 海因里希（1858年—1896年）
5. 法蘭茲·約瑟夫（1861年—1924年）